# István Bárány
István Bárány (Eger, 20 dicembre 1907 – Budapest, 21 febbraio 1995) è stato un nuotatore ungherese.
Specializzato nello stile libero ha vinto la medaglia d'argento nei 100 m sl alle Olimpiadi di Amsterdam 1928 e quella di bronzo nella staffetta 4x200 m sl a Los Angeles 1932.

## Palmarès
- Olimpiadi

Amsterdam 1928: argento nei 100 m sl.
Los Angeles 1932: bronzo nella staffetta 4x200 m sl.
- Europei di nuoto

1926 - Budapest: oro nei 100 m sl e argento nella staffetta 4x200 m sl.
1927 - Bologna: argento nei 100 m sl e bronzo nella staffetta 4x200 m sl.
1931 - Parigi: oro nei 100 m, 400 m e nella staffetta 4x200 m sl.